# Cirsium tatakaense
Cirsium tatakaense (осот татакський) — вид рослин із родини айстрових (Asteraceae), ендемік Тайваню.

## Опис
Багаторічна трав'яниста рослина. Стебла 50–150 см заввишки, без розеткових листя. Листки перистороздільні або перисторозсічені, 27.2−34.8 × 16.4−19.4 см, з U-подібним простором між перами, гладкі, від еліптичних до широко еліптичних, основа від зрізаної до клиноподібної, вершина хвостата, пера 6.4−7.5 см × 7.3−11.9 мм. Квіткові голови зібрані в китиці або волоті, зріла голова поникла. Зовнішні філарії червонувато-пурпурні, 1.1−2.2 см × 1.8−2.4 мм. Квіточки з пурпурувато-червоним віночком. Сім'янки довгасті, основа гостра, вершина усічена, бежеві, 3.0−3.5 × 1.4−1.6 мм, є довгий трубчастий дзьоб на верхівці. Папус 1.6−1.8 см завдовжки. 2n = 64.
Період цвітіння: серпень — жовтень; період плодоношення: вересень — листопад.

## Поширення
Новий вид росте на відкритих ділянках хмарних лісів на висотах 2000–3000 метрів у центрально-південному Тайвані. C. tatakaense був виявлений у сонячному середовищі, наприклад, на узбіччях доріг та узліссях.

## Етимологія
Видовий епітет tatakaense вказує на типову місцевість Татака в окрузі Нанту.